# Crash (Charli XCX)
| Recensione    | Giudizio |
| ------------- | -------- |
| AllMusic      |          |
| NME           |          |
| Pitchfork     | 8/10     |
| Rolling Stone |          |

Crash è il quinto album in studio della cantautrice britannica Charli XCX, pubblicato il 18 marzo 2022 dalla Atlantic Records, Asylum Records UK e Warner Music UK.
È stato il suo ultimo LP ad essere realizzato sotto il suo contratto con la Atlantic Records. Charli ha annunciato il titolo dell'album, data di uscita e copertina il 4 novembre 2021; lo stesso è stato preceduto dai quattro singoli Good Ones, New Shapes, Beg for You, Baby e due singoli promozionali, Every Rule and Used to Know Me.
Nonostante i precedenti lavori di Charli fossero conosciuti per la loro produzione sperimentale e hyperpop, Crash propone un sound dance pop più convenzionale. Le canzoni del disco includono elementi pop degli anni ottanta e novanta, e Charli ha citato Janet Jackson, tra gli altri, come un'influenza musicale per l'album. Accolto positivamente dalla critica musicale, l'album si è piazzato al primo posto nelle classifiche di Australia, Irlanda e Regno Unito. È inoltre diventato il suo primo album nella top ten neozelandese e statunitense, e anche il suo primo album nella top twenty di Belgio, Canada, Germania, Paesi Bassi e Svizzera.

## Antefatti e realizzazione
Nel mese di settembre 2019, Charli XCX ha pubblicato il suo terzo album in studio, Charli, al plauso della critica. Una versione precedente del suo terzo album è stata originariamente prevista per il 2017, anche se Charli in seguito ha deciso di scartare quel progetto dopo che la maggior parte delle sue tracce demo sono trapelate su Internet. Dopo l'uscita di Charli, ha spiegato in un'intervista con la rivista musicale The Fader: "Non dovrei dire questo [...] ma sto già pensando a quello successivo". Un mese dopo la sua uscita, ha confermato che stava già lavorando ad un altro album. Nel novembre 2019, ha poi dichiarato che i suoi attuali piani per l'anno successivo includevano la creazione di due nuovi album.
Durante i mesi di gennaio e febbraio 2020, Charli ha pubblicato storie su Instagram di se stessa in studio con una varietà di produttori, tra cui Patrik Berger e Justin Raisen, entrambi i quali avevano precedentemente collaborato all'album di debutto di Charli True Romance. Ha anche avuto sessioni di registrazione con il produttore esecutivo A. G. Cook, così come Deaton Chris Anthony.
Nel marzo 2020, a causa della pandemia di COVID-19, le sessioni di registrazione dell'album sono state annullate. Il 6 aprile 2020, Charli XCX ha annunciato attraverso una chiamata via Zoom con i fan che avrebbe lavorato su un nuovo album in lockdown, con il titolo provvisorio How I’m Feeling Now. Charli ha deciso di posticipare le sessioni di registrazione dei Crash, allora conosciute solo come Janet's album, e ha iniziato a lavorare su un nuovo quarto album in studio. Il lavoro su questo album iniziò a casa di Charli il 3 aprile e continuò fino alla data di uscita dell'album del 15 maggio. Dopo l'uscita di How I’m Feeling Now, Charli ha fatto capire di essere tornata al lavoro su Janet's album. 
Il 13 marzo 2021, ha annunciato su TikTok che l'album sarebbe stato Poptastic. Giorni dopo, il 19 marzo, Charli ha debuttato nuove canzoni per la prima volta in uno show virtuale di Bandsintown, che sarebbe diventato comunemente noto tra i fan come Don’t Think Twice (in seguito si è rivelato essere Twice) e What You Want (in seguito confermato essere New Shapes). Dopo l'evento, ha rilasciato un'intervista in cui si è riferita all'album come Poptastic e ha aggiunto che si sentiva "estremamente creativa".
Il 1º novembre 2021, ha twittato che avrebbe rivelato info sull'album quella settimana, e cinque ore dopo, ha rivelato i collaboratori con cui avrebbe lavorato sull'album: Lotus IV, Christine and the Queens, Caroline Polachek, Oscar Holter, Digital Farm Animals, Rina Sawayama, Ian Kirkpatrick, Jason Evigan, Justin Raisen, SadPony, Ariel Rechtshaid, Ilya, Oneohtrix Point Never, Mike Wise e Jon Shave. Oscar Holter era già stato confermato come produttore dell'album con il primo singolo dell'album Good Ones. Anche una collaborazione con Caroline Polachek e Christine and the Queens, con la produzione di Deaton Chris Anthony, era stata presa in giro pochi giorni prima dell'annuncio. La canzone, intitolata New Shapes, è stata pubblicata come secondo singolo dell'album. Nei primi mesi del 2022, il terzo singolo estratto dall'album, Beg For You con Rina Sawayama, è stato pubblicato. Una collaborazione con Sawayama era stata presa in considerazione dal 2019, ed entrambi gli artisti hanno confermato che ci sono stati diversi tentativi precedenti di collaborazione.

## Tracce
1. Crash – 2:09 (Charlotte Aitchison, George Daniel, Alexander Guy Cook, Waylon Rector)
2. New Shapes (feat. Christine and the Queens e Caroline Polachek) – 3:20 (Charlotte Aitchison, Noonie Bao, Caroline Polachek, Deaton Chris Anthony, Héloïse Létissier, Linus Wiklund)
3. Good Ones – 2:16 (Charlotte Aitchison, Noonie Bao, Caroline Ailin, Mattias Larsson, Oscar Holter, Robin Fredriksson)
4. Constant Repeat – 3:09 (Charlotte Aitchison, Noonie Bao, Linus Wiklund)
5. Beg for You (feat. Rina Sawayama) – 2:48 (Charlotte Aitchison, Rina Sawayama, Sorana Păcurar, Nicholas Gale, Alexander Soifer, Jonas von der Berg, Niklas von der Berg, Anoo Bhagavan, Roland Spreckley)
6. Move Me – 2:27 (Charlotte Aitchison, Amy Allen, Jason Evigan, Ian Kirkpatrick)
7. Baby – 2:39 (Charlotte Aitchison, Jeremiah Raisen, Justin Raisen)
8. Lightning – 3:57 (Charlotte Aitchison, Madison Love, Rami Yacoub, Ilya Salmanzadeh)
9. Every Rule – 3:03 (Charlotte Aitchison, Alexander Guy Cook)
10. Yuck – 2:18 (Charlotte Aitchison, Elizabeth Lowell Boland, Megan Buelow, Michael Joseph Wise, Nathan Ferraro)
11. Used to Know Me – 2:25 (Charlotte Aitchison, Allen George, Dylan Brady, Fred McFarlane, Linus Wiklund, Noonie Bao)
12. Twice – 3:14 (Charlotte Aitchison, Noonie Bao, Linus Wiklund)

Tracce bonus nell'edizione deluxe
1. Selfish Girl – 3:14 (Charlotte Aitchison, Noonie Bao, Deaton Chris Anthony, Linus Wiklund)
2. How Can I Not Know What I Need Right Now – 2:37 (Charlotte Aitchison,George Daniel, James Samuel Harris III, Terry Lewis)
3. Sorry if I Hurt You – 2:41 (Charlotte Aitchison, Noonie Bao, Andrew Wyatt, Deaton Chris Anthony, Linus Wiklund)
4. What You Think About Me – 3:04 (Charlotte Aitchison, Alexander Guy Cook, Waylon Rector)

## Classifiche
| Classifica (2022) | Posizione massima |
| ----------------- | ----------------- |
| Australia         | 1                 |
| Austria           | 9                 |
| Belgio (Fiandre)  | 11                |
| Belgio (Vallonia) | 19                |
| Canada            | 16                |
| Croazia           | 4                 |
| Finlandia         | 29                |
| Francia           | 53                |
| Germania          | 19                |
| Grecia            | 15                |
| Irlanda           | 1                 |
| Italia            | 95                |
| Lituania          | 36                |
| Nuova Zelanda     | 2                 |
| Paesi Bassi       | 16                |
| Portogallo        | 26                |
| Regno Unito       | 1                 |
| Spagna            | 12                |
| Stati Uniti       | 7                 |
| Svizzera          | 19                |
| Ungheria          | 17                |